# Región de Alta Carniola
La región de Gorenjska (en esloveno Gorenjska regija; Alta Carniola) es una de las doce regiones estadísticas en las que se subdivide Eslovenia. En diciembre de 2005, contaba con una población de 199.085 habitantes.
Se compone de los siguientes municipios:
- Bled
- Bohinj
- Cerklje na Gorenjskem
- Gorenja vas-Poljane
- Jesenice
- Jezersko
- Kranj
- Kranjska Gora
- Naklo
- Preddvor
- Radovljica
- Šenčur
- Škofja Loka
- Tržič
- Železniki
- Žiri
- Žirovnica